# Xã Clifty, Quận Bartholomew, Indiana
Xã Clifty (tiếng Anh: Clifty Township) là một xã thuộc quận Bartholomew, tiểu bang Indiana, Hoa Kỳ. Năm 2010, dân số của xã này là 1.004 người.